# Maci Laci és a nagy csapat
A Maci Laci és a nagy csapat (eredeti cím: Yogi's Gang) 1973-ban futott amerikai televíziós rajzfilmsorozat, amelynek rendezője Charles August Nichols, zeneszerzője Hoyt Curtin. A tévéfilmsorozat a Hanna-Barbera Productions gyártásában készült, a Screen Gems és a Warner Bros. Television Distribution forgalmazásában jelent meg. Műfaját tekintve kalandfilmsorozat és filmvígjáték-sorozat. Amerikában 1973. szeptember 8. és 1973. december 29. között az ABC adta, Magyarországon 2017. augusztus 13-ától a TV2 tűzte műsorára hétvégenként a TV2 Matiné című műsorblokk idejét követően.

## Szereplők[1]

### Magyar hangok
- Maci Laci – Vass Gábor
- Bubu – Fekete Zoltán
- Foxi Maxi – Bolla Róbert
- Nyegleó – Harmath Imre
- Kutyapa – Fehér Péter
- Belekuty / Jimmy / Freddy – Berkes Bence
- Paci Lóca – Galbenisz Tomasz
- Alfi Gátor – Várkonyi András
- Magilla Gorilla / Inas / Önző Sheik / Ágyus ember – Koncz István
- Peti Potamus – Kapácsy Miklós
- Polip Pali – Potocsny Andor
- Atom Anti – Szalay Csongor
- Touché Teki – Markovics Tamás
- Mormogi mama / Nyugati boszorkány / Szutyok Szonja – Kocsis Mariann
- Derűs úr / Haha Hardy / Szmog úr / Fambo Jumbo – Bodrogi Attila
- Hobo #1 / Szolga #1 / Irigy testvér #1 / Haragos – Csuha Lajos
- Civakodó / Vigyori / Fővadőr / Csaló Péter / Pazarló úr / Lippy Ori / Mr. Forrófejű – Forgács Gábor
- Dr. Vakbuzgó / Hazudós kapitány / Piti Banszfalo úr / Elcsen kapitány / Tax Jackson – Kassai Károly
- Hokey Ordas / Mormogi papa / Alkudozó / Hobo #2 / Szutykos / Vandál úr / Szolga #2 / Irigy testvér #2 / Hisztis – Németh Gábor
- Távíró madár / Kézbesítő pelikán / Pazarló úr papagája – Szokol Péter
- Kapzsi dzsinni / Tréfamester / Professzor – Tarján Péter
- Smith vadőr / Letartoztató rendőr a "Fambo Jumbo" című sorozatban – Varga T. József
- Cindy Maci – Kiss Erika

### Néma szereplők
- Mormogi Flófi
- Mormogi Pindúr
- Lójzi Baba
- Szoszo
- Inci
- Finci
- Kandúr Bandi
- Maxi Kandúr
- Mini Egér
- Rugóláb sheriff
- Álomszuszi helyettes
- Titkos Mókus
- Morocco
- Szuperszimat
- Locsifecsi
- Dum Dum
- Hápi Dudli

## Évados áttekintés
| Évad | Évad | Epizódok | Eredeti sugárzás    | Eredeti sugárzás   | Magyar sugárzás     | Magyar sugárzás  |
| Évad | Évad | Epizódok | Évadpremier         | Évadfinálé         | Évadpremier         | Évadfinálé       |
| ---- | ---- | -------- | ------------------- | ------------------ | ------------------- | ---------------- |
|      | 1    | 17       | 1973. szeptember 8. | 1973. december 29. | 2017. augusztus 13. | 2017. október 1. |

## 1. évad
| #       | Eredeti cím              | Magyar cím                  | Eredeti premier      | Magyar premier          |
| ------- | ------------------------ | --------------------------- | -------------------- | ----------------------- |
| 1.      | Dr. Bigot                | Vakbuzgó úr                 | 1973. szeptember 8.  | 2017. augusztus 13.     |
| 2.      | The Greedy Genie         | A kapzsi dzsinni            | 1973. szeptember 15. | 2017. augusztus 19.     |
| 3.      | Mr. Prankster            | Tréfamester                 | 1973. szeptember 22. | 2017. augusztus 20.     |
| 4.      | Mr. Fibber               | Hazudós kapitány            | 1973. szeptember 29. | 2017. augusztus 26.     |
| 5.      | The Gossipy Witch        | A pletykás boszorkány       | 1973. október 6.     | 2017. augusztus 27.     |
| 6.      | Mr. Sloppy               | Szutykos úr                 | 1973. október 13.    | 2017. szeptember 2.     |
| 7.      | Mr. Cheater              | Csaló Péter                 | 1973. október 20.    | 2017. szeptember 3.     |
| 8.      | Mr. Waste                | Pazarló úr                  | 1973. október 27.    | 2017. szeptember 9.     |
| 9.      | Mr. Vandal               | Vandál úr                   | 1973. november 3.    | 2017. szeptember 10.    |
| 10.     | The Sheik of Selfishness | Az önző sejk                | 1973. november 10.   | 2017. szeptember 16.    |
| 11.     | Mr. Smog                 | Szmog úr                    | 1973. november 17.   | 2017. szeptember 17.    |
| 12.     | Lotta Litter             | Szemétdomb                  | 1973. november 24.   | 2017. szeptember 23.    |
| 13.     | The Envy Brothers        | Az irigy testvérek          | 1973. december 1.    | 2017. szeptember 24.    |
| 14.     | Captain Swipe            | Elcsen kapitány             | 1973. december 8.    | 2017. szeptember 30.    |
| 15.     | Mr. Hothead              | Mr. Forrófejű               | 1973. december 15.   | 2017. október 1.        |
| 16.-17. | Yogi's Ark Lark          | Maci Laci és a repülő bárka | 1973. december 22.   | Nem jelent meg magyarul |